# John Egerton, 6. Duke of Sutherland

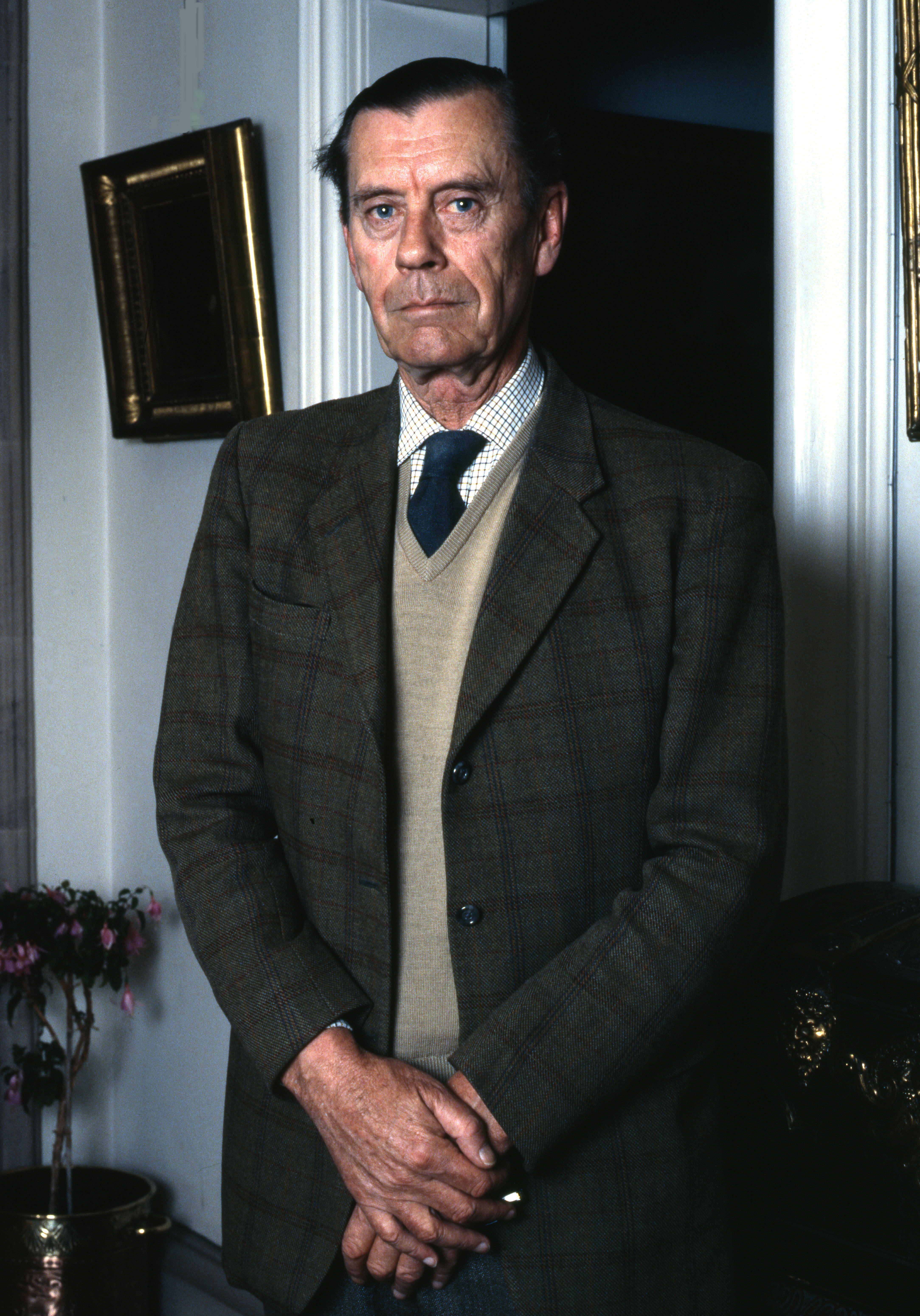
John Egerton, 6. Duke of Sutherland (1986)

Familienwappen des John Egerton, 6. Duke of Sutherland

John Sutherland Egerton, 6. Duke of Sutherland (* 10. Mai 1915; † 21. September 2000), war ein britischer Peer, Kunstsammler und Politiker der Conservative Party.

## Leben und Karriere
Egerton wurde als Sohn von John Egerton, 4. Earl of Ellesmere und Lady Violet Lambton geboren. Als Heir Apparent seines Vaters führte er den Höflichkeitstitel Viscount Brackley. Er wurde am Eton College erzogen und studierte am Trinity College. Als Captain einer Panzereinheit zog er mit der British Expeditionary Force nach Frankreich und wurde 1940 in Saint-Valery-en-Caux gefangen genommen. Er verbrachte vier Jahre in einem Kriegsgefangenenlager.
Als er aus der Kriegsgefangenschaft zurückkehrte, war am 24. August 1944 gerade sein Vater gestorben. Er erbte dadurch dessen Adelstitel als 5. Earl of Ellesmere, einschließlich des damit verbundenen Sitzes im House of Lords. Zu ererbten Familienvermögen gehörte eine umfangreiche Gemäldesammlung, darunter Meisterwerke der Sammlung Orléans. Die Erbschaftssteuer zwang ihn dazu, zahlreiche Teile der bekannten Gemäldesammlung zu verkaufen.
Beim Tod seines entfernten Verwandten, George Sutherland-Leveson-Gower, 5. Duke of Sutherland, erbte er 1963 als dessen nächster männlicher Verwandter die Titel Duke of Sutherland, Marquess of Stafford, Earl Gower, Baron Gower und Baronet of Sittenham. Er erbte allerdings nicht dessen Vermögen und Grundbesitz, das zusammen mit dessen Titel eines Earl of Sutherland, an die nächste weibliche Verwandte, Georges Nichte Elizabeth Janson, ging.
1984 verkaufte er fünf Meisterwerke zur Wiederherstellung des Gartens seines Anwesens, den er sodann für die Öffentlichkeit öffnete. Zehn Jahre später war er gegen den Umzug mehrerer seiner Gemälde in eine neue Galerie in Glasgow durch die National Gallery of Scotland. Er bevorzugte es, dass sie innerhalb Schottlands verteilt seien.

## Mitgliedschaft im House of Lords
Er war seit 1944 Mitglied des House of Lords und gehörte der Conservative Party an. Im Hansard sind aus dem Zeitraum von 1944 bis 1959 zahlreiche Redebeiträge von ihm zu finden. In der Folgezeit hat er offenbar kaum an den Parlamentssitzungen teilgenommen. Durch den House of Lords Act 1999 verlor er schließlich seinen Parlamentssitz.
Politisch war er als County Councillor in Berwickshire aktiv, vor allem auf lokaler Ebene.

## Familie
Er heiratete am 29. April 1939 Lady Diana Percy (* 23. November 1917; † 16. Juni 1978), die Tochter von Alan Percy, 8. Duke of Northumberland. Nach dem Tod seiner ersten Frau heiratete er am 16. August 1979 die frühere Innendesignerin Evelyn Moubray.